# Purbalingga Lor
Purbalingga Lor is een bestuurslaag in het regentschap Purbalingga van de provincie Midden-Java, Indonesië. Purbalingga Lor telt 6042 inwoners (volkstelling 2010).